# Josef Inocenc z Thun-Hohensteinu
Josef Inocenc z Thun-Hohensteinu-Castell Fondo (německy Joseph Innocenz von Thun-Hohenstein-Castell Fondo, 20. prosince 1761, Trident – 20. srpna 1842 Civezzano) byl šlechtic z tyroského hraběcího rodu Thun-Hohensteinů.

## Život

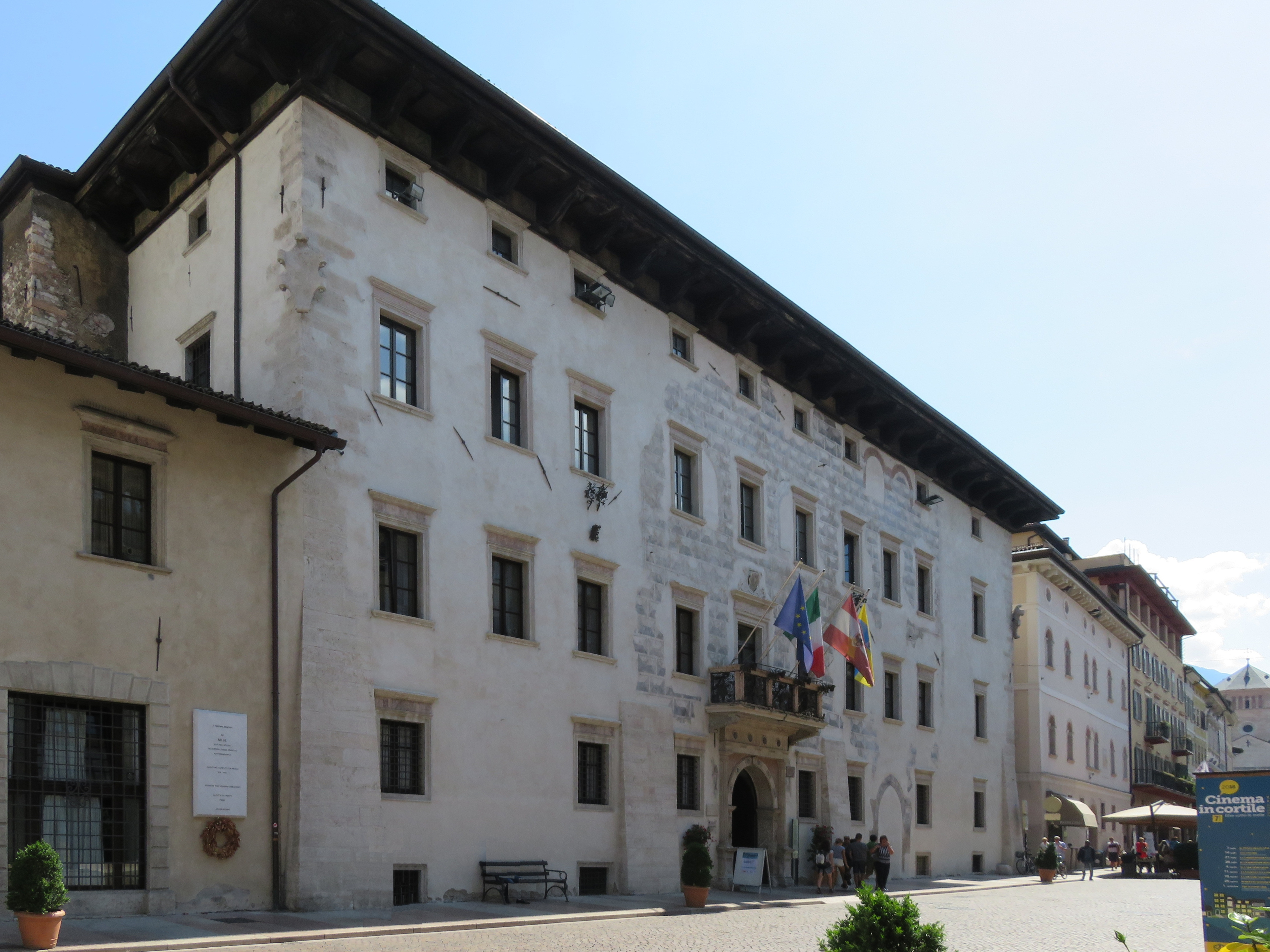
Palazzo Thun v Trentu

Narodil se jako nejstarší syn hraběte Jana Vigila Karla z Thun-Hohensteinu (1728–1788) a jeho manželky hraběnky Anny Marie Josefy Colonnové z Felsu (1741–1819). 
Jeho bratrem byl Emanuel Maria z Thun-Hohensteinu (1763–1818), kníže-biskup Tridentského biskupství (1800–1818) a Arbogast Amadeus Pius z Thun-Hohensteinu (1773–1851).
Byl příbuzensky spřízněn také s kardinálem Guidobaldem z Thun-Hohensteinu (1616–1668), který v letech 1654–1668 vykonával úřad salcburského knížete-arcibiskupa a v letech 1666–1668 také úřad biskupa řezenského. 
V roce 1471 získal rod Thunů hrad Castelfondo v Tyrolsku.
Josef Inocenc z Thun-Hohenstein-Castelfondo zemřel 20. srpna 1842 v Civezzanu ve věku 80 let.

### Rodina a potomstvo
Josef Inocenc z Thun-Hohenstein-Castelfondo se dne 18. června 1793 oženil s hraběnkou Marií Annou Luisou Fuggerovou z Nordendorfu (31. května 1774, Nordendorf – 10. března 1852, Trident), vnučkou hraběte Markvarta Eustacha Fuggera z Kirchberg-Weissenhornu (1661–1732), dcerou Jana Karla Eustacha Františka Fuggera z Nordendorfu (1709–1784) a jeho druhé manželky Marie Anny (1747–1822).  Manželé měli 11 dětí:  
- Marie Anna Emanuela (1. července 1794 – 4. března 1821), provdaná v roce 1813 za hraběte Leopolda z Arco (9. března 1786 – 3. dubna 1847)
- Aloisie Maxmiliana (* 4. března 1797)
- Josefína (* 19. dubna 1798)
- Romedius Emmanuel (* 1800; zemřel v mládí)
- Žofie Maxentie (28. dubna 1802 – 26. února 1861), provdaná 28. dubna 1823 za ovdovělého hraběte Leopolda z Arco po své sestře Marii Anně Emanuele
- Amália Marie Maxmiliana (2. března 1804, Trident – 20. ledna 1866, Epan), provdaná 28. ledna 1827 v Trentu za hraběte Karla Antonína Khuena z Belasi hraběte z Lichtenbergu (1. března 1800, sv. Michal v Epanu – 27. srpna 1866, Epan)
- Karolína (* 30. prosince 1806), provdaná 1836 za hraběte Jeronýma Cesariniho-Sforzu
- Guidobald Maria (25. května 1808, Trident – 3. října 1865 tamtéž), 29. ledna 1834 se v Mantově oženil s Terezií Guidiovou dei Marchesi di Bagno (17. srpna 1813, Mantova – 16. května 1881, Trident); měli 16 dětí
- Jiří (14. května 1810 – 25. února 1811)
- Izabela (27. května 1812 – 15. prosince 1882)
- Jan (9. září 1814 – 15. července 1817)